# Pieróg (wieś)
Pieróg – wieś w Polsce położona w województwie mazowieckim, w powiecie siedleckim, w gminie Kotuń. Ma status sołectwa.
Wierni Kościoła rzymskokatolickiego należą do parafii św. Antoniego w Kotuniu.
W latach 1975–1998 miejscowość administracyjnie należała do województwa siedleckiego.